# Говард, Томас, 16-й граф Саффолк
Томас Говард, 16-й граф Саффолк, 9-й граф Беркшир (англ. Thomas Howard, 16th Earl of Suffolk, 9th Earl of Berkshire; 18 августа 1776 — 4 декабря 1851) — британский пэр и политик. Он носил титул учтивости — виконт Андовер с 1800 по 1820 год.

## Биография
Родился 18 августа 1776 года. Второй сын генерала Джона Говарда, 15-го графа Саффолка (1739—1820), и Джулии, графини Саффолк (1737—1819), дочери Джона Гаскарта из Хаттон-холла, Пенрит, Камберленд. Он получил титул виконта Андовера после смерти своего старшего брата Чарльза Невинсона (1775—1800), который был убит случайным выстрелом из своего охотничьего ружья в 1800 году.

## Политическая карьера
Томас Говард заседал в Палате общин Великобритании от Арундела в 1802—1806 годах. Он был назначен майором-комендантом волонтёров Малмсбери комиссией от в декабре 1803 года.
23 января 1820 года после смерти своего отца Томас Говард унаследовал титулы 16-го графа Саффолка, 9-го графа Беркшира, 9-го виконта Андвера из графства Саутгемптон и 9-го барона Говарда из Чарльтона в графстве Уилтшир, став членом Палаты лордов Великобритании.
В политике лорд Саффолк был либеральным вигом и голосовал за законопроект о реформе на решающем разделении 14 апреля 1832 года. Он не был протекционистом, хотя и выдающимся агрономом. Его внешность и обычный костюм были как у обычного фермера.
С 1827 по 1840 год он служил полковником расформированного ополчения Уилтшира.

## Семья
14 января 1803 года Томас Говард женился на достопочтенной Элизабет Джейн Даттон (28 мая 1775 — 18 апреля 1836), дочери Джеймса Даттона, 1-го барона Шерборна, и Элизабет Кук. Элизабет Джейн была кузиной Джейн Элизабет Кук, бывшей жене Чарльза Невинсона Говарда, виконта Андовера, и, таким образом, племянницей реформатора сельского хозяйства Томаса Уильяма Кука, 1-го графа Лестера, и его жены Джейн Даттон. У супругов было десять детей:
- Леди Элизабет Говард (6 ноября 1803 — 20 июля 1845), в 1826 году она вышла замуж за своего двоюродного брата Джеймса Даттона, 3-го барона Шерборна, и имела детей
- Чарльз Говард, 17-й граф Саффолк (7 ноября 1804 — 14 августа 1876), старший сын и преемник отца.
- Капитан достопочтенный Генри Томас Говард (16 ноября 1808 — 29 января 1851), политик и военный
- Леди Джейн Элизабет Говард (25 июля 1809 — 28 июля 1861), в 1836 году она вышла замуж за сэра Джона Огилви, 9-го баронета
- Достопочтенный Джон Говард (4 апреля 1811 — 14 апреля 1823), погиб в результате спортивного несчастного случая в школе Чартерхаус, графство Суррей
- Достопочтенный Ричард Эдвард Говард (29 июля 1812 — 27 февраля 1873), адвокат
- Достопочтенный Джеймс Кеннет Говард (05 марта 1814 — 7 января 1882), член Палаты общин
- Леди Мэри Роуз Говард (11 сентября 1815 — 22 мая 1874)
- Леди Фрэнсис Маргарет Говард (14 января 1817 — 11 ноября 1894).

Лорд Саффолк пережил свою жену на 15 лет и умер в декабре 1851 года в возрасте 75 лет. Ему наследовал его старший сын Чарльз.